# Montenero di Bisaccia
Montenero di Bisaccia – miejscowość i gmina we Włoszech, w regionie Molise, w prowincji Campobasso.
Według danych na rok 2004 gminę zamieszkiwało 6685 osób, 72,7 os./km².